# Hold Me (Barbados-låt)
Hold Me släpptes som singel av Barbados 1994, skriven av Kaj Svenling och Johnny Thunqvist
 Den låg på Svensktoppen i 13 veckor under perioden 15 oktober 1994 och 14 januari 1995, med första plats som högsta placering. Det var deras första låt på Svensktoppen. Låten är det tredje spåret på deras debutalbum Barbados från 1995.  En norsk version släpptes av Fryd & Gammen med titeln Angeline. 2011 släpptes en cover av Zekes.